# Ian Crook
Ian Crook (Romford, 18 januari 1963) is een voormalig Engels voetballer.

## Clubcarrière
Ian Crook speelde tussen 1980 en 2000 voor Tottenham Hotspur, Norwich City, Sanfrecce Hiroshima en Northern Spirit.